# Магион (спутник)
«МАГИОН» — серия чехословацких и чешских научно-исследовательских микроспутников, предназначенных для изучения процессов в МАГнитосфере и ИОНосфере Земли. Всего было построено пять аппаратов этой серии. Спутники созданы в Геофизическом институте Чехословацкой Академии наук , управление их полётами производилось из чешской обсерватории Панска Вес. Спутники «Магион» запускались в рамках международных программ Интеркосмос и Интербол с космодрома Плесецк как «субспутники». При запуске «Магион» устанавливался на основном спутнике и отделялся после выведения, следуя на контролируемом расстоянии от основного по той же орбите. Использование в проводимых экспериментах двух совместно работающих спутников позволило изучать распространение сигналов в магнитосфере, определять пространственные и временные вариации изучаемых явлений, существенно повысить точность измерений.

## Список спутников «Магион»
| Спутники «Магион» | Спутники «Магион» | Спутники «Магион» | Спутники «Магион»        | Спутники «Магион» | Спутники «Магион» | Спутники «Магион» | Спутники «Магион» | Спутники «Магион» |
| Спутник           | Дата запуска      | NSSDC ID          | Основной спутник         | Носитель          | Масса, кг         | Апогей, км        | Перигей, км       | Наклонение, o     |
| ----------------- | ----------------- | ----------------- | ------------------------ | ----------------- | ----------------- | ----------------- | ----------------- | ----------------- |
| Магион-1          | 24-10-1978        | 1978-099C         | Интеркосмос-18           | Космос-3М         | 15                | 768               | 406               | 82,96             |
| Магион-2          | 28-09-1989        | 1989-080B         | Интеркосмос-24           | Циклон-3          | 52                | 2500              | 500               | 83                |
| Магион-3          | 18-12-1991        | 1991-086E         | Интеркосмос-25           | Циклон-3          | 52                | 3070              | 438               | 83                |
| Магион-4          | 03-08-1995        | 1995-039F         | Прогноз-11 (Interball-1) | Молния-М          | 59                | 198770            | 505               | 63,8              |
| Магион-5          | 29-08-1996        | 1996-050B         | Прогноз-12 (Interball-2) | Молния-М          | 62                | 19140             | 782               | 62,8              |

## Магион-1

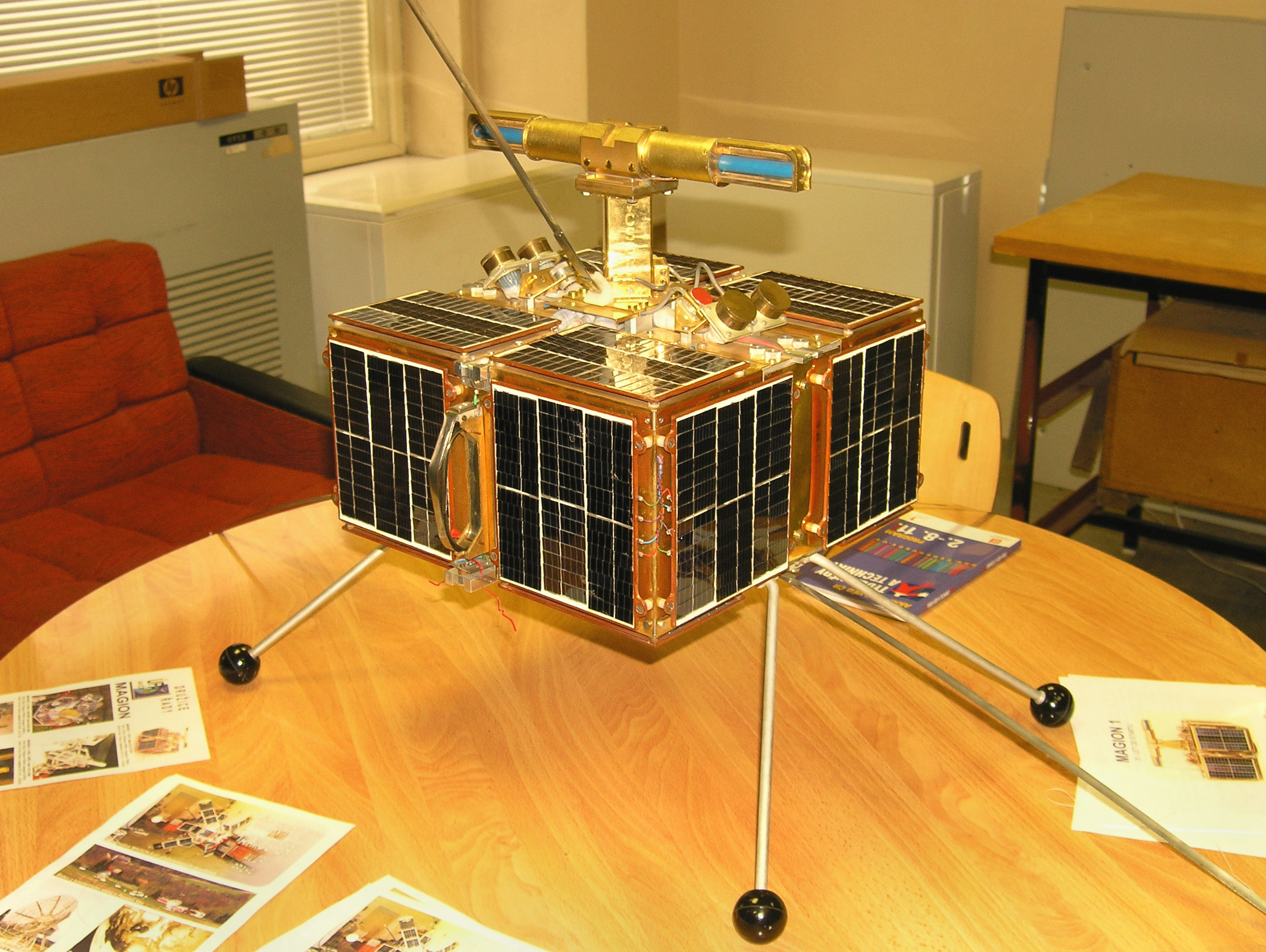
Модель спутника «Магион-1»

«Магион-1» совместно с советским спутником «Интеркосмос-18» был запущен 24 октября 1978 года для изучения взаимодействия магнитосферы и ионосферы Земли. Аппарат проработал на орбите почти три года. Конструкция спутника представляла собой параллелепипед размерами 30х30х15 см и массой 15 кг, поверхность которого покрыта панелями солнечных батарей. Стабилизация положения аппарата в пространстве происходила по магнитному полю Земли.

## Магион-2, 3, 4, 5

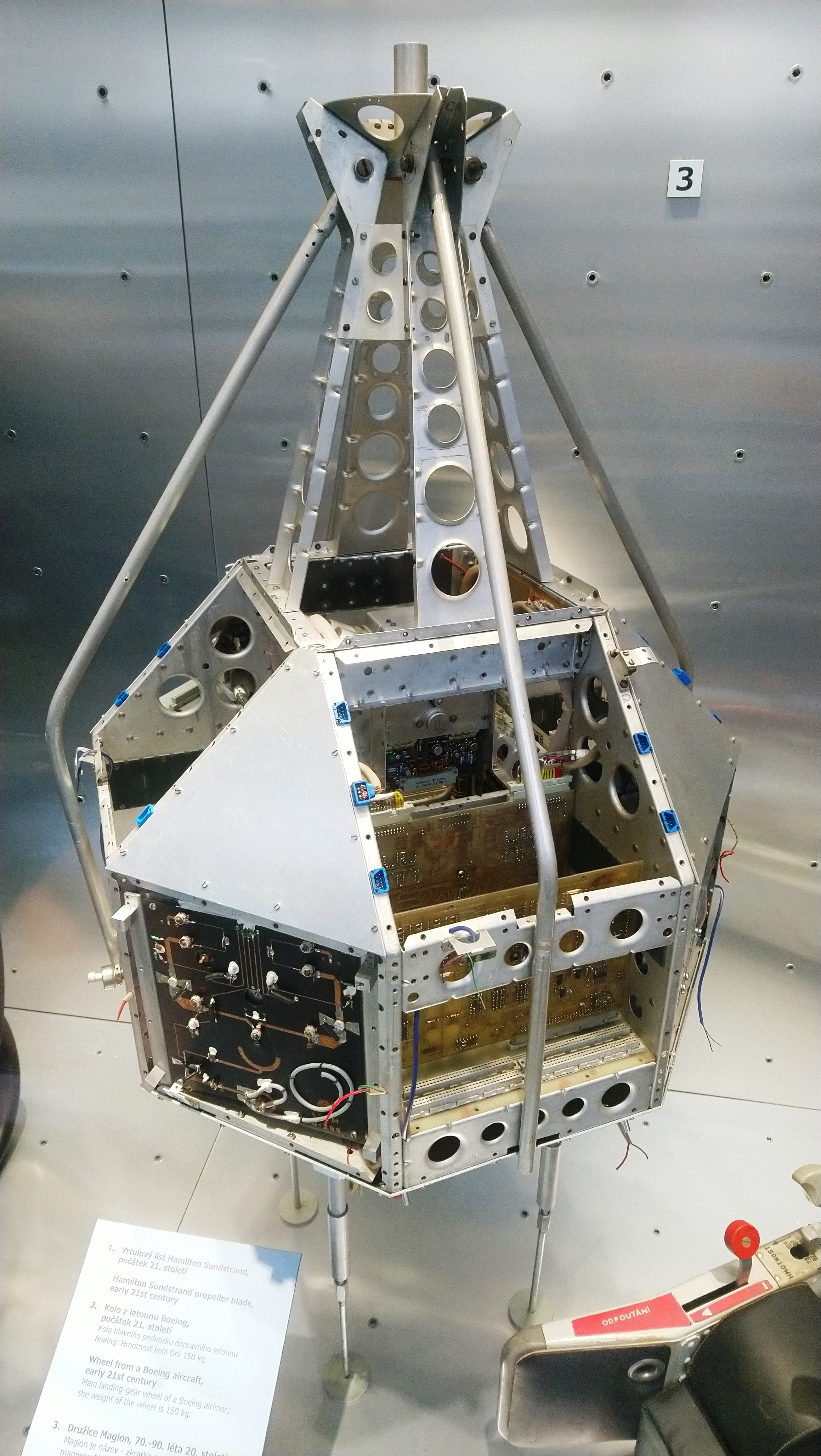
Корпус спутника «Магион-3» на выставке в Национальном техническом музее Праги

Спутники «Магион» со второго по пятый имели практически идентичную конструкцию и отличались системой энергоснабжения, составом установленной на них научной аппаратуры и системой стабилизации положения спутника в пространстве. «Магион-2» и «Магион-3» ориентировались по магнитному полю Земли, а «Магион-4» и «Магион-5», имевшие дополнительные солнечные батареи,  стабилизировались вращением вокруг оси, направленной на Солнце.
Корпус спутника имел форму симметричного многогранника. Электропитание осуществлялось от солнечных батарей, установленных на раскрывающихся в полёте панелях и неподвижно на корпусе. На корпусе также устанавливались датчики системы ориентации и антенны радиотехнического комплекса. Научные датчики и приборы располагались на корпусе аппарата и выносных штангах. Внутри корпуса размещались аккумуляторы, научная аппаратура и приборы радиотехнического комплекса и ориентации. Спутники имели цифровое запоминающее устройство для записи информации, получаемой во время нахождения аппарата вне видимости центра управления, и передачи её на Землю во время сеансов связи. Для ориентации и маневрирования на орбите использовалась двигательная установка советского производства, работающая на сжатом газе.

### Магион-2
«Магион-2» был запущен 28 сентября 1989 года совместно с Интеркосмос-24. Срок существования спутника - 1,5 года. Планировались эксперименты по изучению явлений в магнитосферной плазме и приёму ОНЧ-сигналов, передаваемых основным спутником. Из-за проблем с двигательной установкой через три месяца после старта «Магион-2» разошёлся с основным спутником на 4 000 км вместо запланированных десяти, а потом и на противоположную стороны орбиты, после чего уже не мог выполнять запланированные задачи.

### Магион-3
«Магион-3», аналогичный по конструкции спутнику «Магион-2» и частично отличающийся от него составом научной аппаратуры, был запущен 18 декабря 1991 года совместно с Интеркосмос-25 по программе изучения магнитосферно-ионосферного взаимодействия APEX (Active Plasma EXperiments). В ходе программы основным аппаратом инжектировались электронные и ионные пучки с регистрацией возникающих эффектов на субспутнике «Магион-3», который менял своё положение относительно основного аппарата, оказываясь по разные стороны от него на расстоянии от сотен метров до сотен километров.

### Магион-4
«Магион-4» был запущен 3 августа 1995 года по программе Интербол совместно со спутником «Интербол-1» (Прогноз-11). Спутники были выведены на эллиптическую орбиту с апогеем 200 000 км и предназначались для исследований в хвосте магнитосферы Земли («хвостовой зонд»). «Магион-4» был оснащен газореактивной двигательной установкой, позволяющей менять ориентацию спутника в пространстве и совершать манёвры на орбите.  С помощью солнечного датчика аппарат ориентировался осью на Солнце и стабилизировался вращением. На «Магионе-4» были установлены дополнительные раскрывающиеся панели солнечных батарей и увеличена мощность системы энергопитания, дополнен состав научной аппаратуры. Аппарат был рассчитан на работу на орбите в течение двух лет.

### Магион-5
«Магион-5», аналогичный спутнику «Магион-4», был запущен 29 августа 1996 года по программе Интербол совместно с «Интербол-2» (Прогноз-12). Спутники были выведены на эллиптическую орбиту с апогеем 20 000 км и исследовали авроральные области магнитосферы («авроральный зонд»). После отделения от основного спутника связь с  «Магион-5»  была потеряна более чем на полтора года из-за неисправности в его системе энергоснабжения. 7 мая 1998 года связь была  восстановлена, по результатам проведенных проверок система электропитания спутника, система ориентации и большинство научных приборов оказались в рабочем состоянии, проведение экспериментов с участием «Магион-5» было продолжено.

## Комментарии
1. ↑  C 1994 года программа переведена в Институт физики атмосферы[чеш.] АН Чехии.